# 華僑報
座標: 北緯22度11分35.3秒 東経113度32分14.5秒 / 北緯22.193139度 東経113.537361度

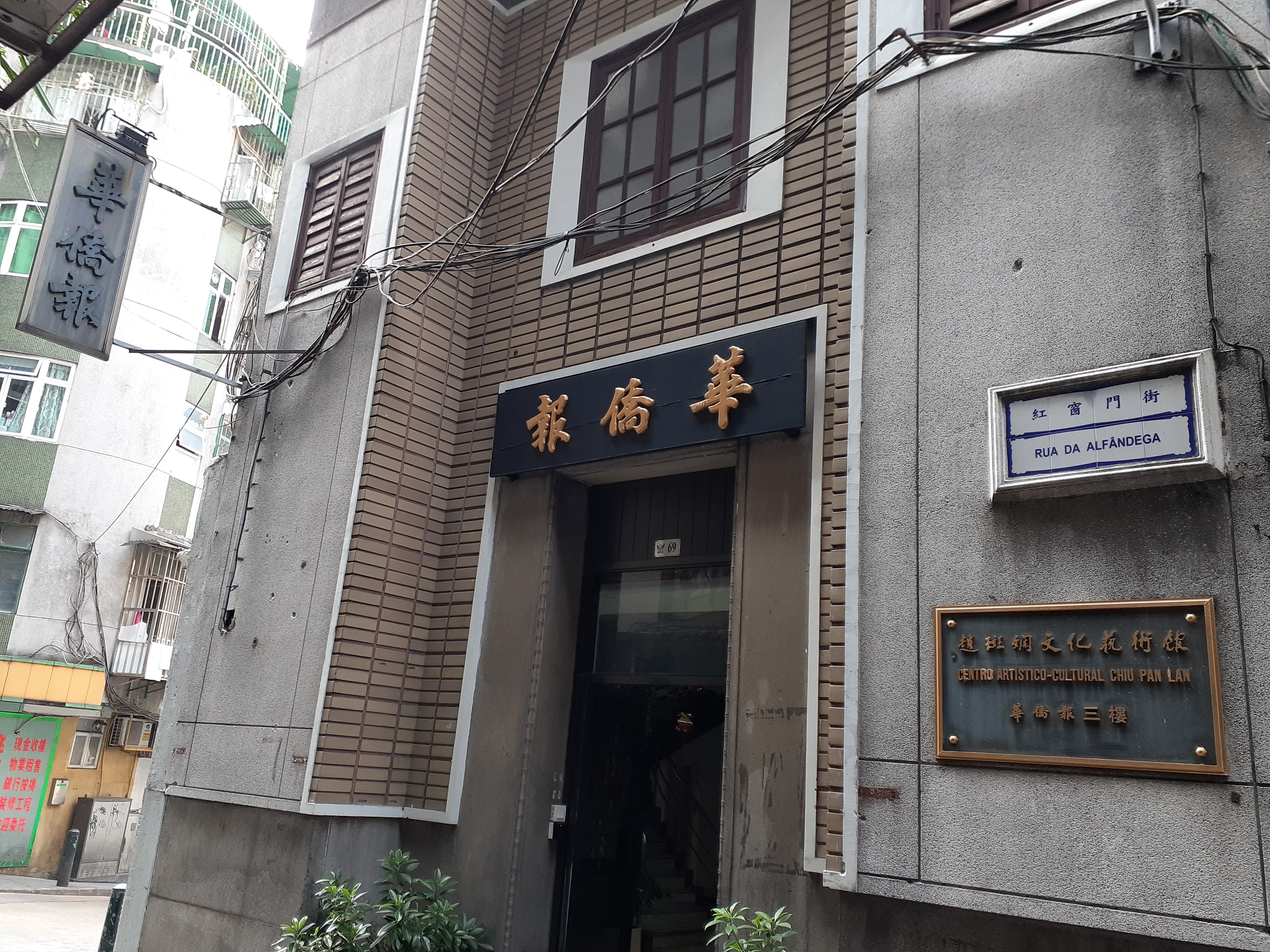
『華僑報』正面玄関。2019年11月撮影。

『華僑報』（かきょうほう、ファチャオバオ、中国語: 華僑報（华侨报）、拼音: Huáqiáo Bào、ウェード式: Hwa-Chiao Pao、ポルトガル語: Jornal Va Kio）は、ポルトガル語では『Diário dos Chineses Ultramarinos』とも呼ばれる、中華人民共和国マカオ特別行政区で2番目に発行部数が大きい中国語の新聞。『澳門日報』、『市民日報』と並んで、マカオの主要な中国語の新聞（華字紙）のひとつとされる。

## 歴史
『華僑報』は、1937年11月20日に趙斑斕 (Chiu Pan-Lan) と雷渭靈 (Lui Wai-Ling) によって、ポルトガル統治下のマカオで創刊され、香港で発行されていた『華僑日報 (Wah Kiu Yat Po)』と結びついていた。日中戦争の戦時下、戦況を伝えるこの新聞は、中華民国が大日本帝国によって攻撃されている様を経験していた中国本土からの避難民たちから強い支持を集めた。